# Волавола, Бен
Бен Шанкар Волавола (фидж. Ben Shankar Volavola; род. 13 января 1991, Сидней, Австралия) — фиджийский регбист, игрок национальной сборной Фиджи и французского клуба «Расинг 92», выступающий на позициях флай-хава и замыкающего.

## Карьера игрока
Бен Волавола впервые начал заниматься регби во время обучения в фиджийской начальной школе Веиуто. В 2000 году вместе с матерью и младшим братом Миланом он вернулся в Австралию, где и продолжил занятия спортом.
В 2011 году Бен привлекался к играм за молодёжную сборную Австралии по регби на молодёжном чемпионате мира, проходившем в Италии. После сезона, проведённого в чемпионате Нового Южного Уэльса, Волавола был приглашён в «Уоратаз» в конце 2012 года.
В сезоне 2015 года в Супер Регби Волавола не провёл ни одного матча в стартовом составе за сиднейцев, которыми руководил в то время Майкл Чика, одновременно будучи главным тренером основной сборной Австралии. Это послужило причиной его перехода в новозеландский клуб «Крусейдерс», остро нуждавшемся в замене уезжающему в Европу костяку команды: Дэну Картеру и Колину Слейду. Бен заключил с «крестонеосцами» контракт сроком на 2 года. Одновременно с этим Волавола подтвердил своё желание выступать за сборную Фиджи.
На кубке тихоокеанских наций 2015 года он помог фиджийцам одержать победу на турнире. 18 июля 2015 года в своём первом матче за сборную против Тонга Бен набрал 15 очков (3 штрафных и 3 реализации). Таким образом, Волавола унаследовал в сборной позицию основного флай-хава у Ники Литтла, чем вызвал одобрение у своих родителей — Динеша Шанкара и Эмы Волавола — о решении выступать за сборную Фиджи.
31 августа 2015 года Бен был включён в состав фиджийцев на чемпионат мира 2015 года. В рамках турнира он провёл все четыре матча и заработал 16 очков, в том числе на его счету первая попытка фиджийцев на чемпионате, состоявшаяся в стартовом матче против Англии.